# Bosnia y Herzegovina en los Juegos Olímpicos de Río de Janeiro 2016
Bosnia y Herzegovina participó en los Juegos Olímpicos de Río de Janeiro 2016 con un total de once deportistas, que compitieron en cinco deportes. El atleta Amel Tuka será el abanderado en la ceremonia de apertura.

## Participantes

### Atletismo
Los atletas bosnioherzegovinos lograron clasificarse en los siguientes eventos:
| Atleta    | Evento                | Eliminatoria | Eliminatoria | Semifinal | Semifinal | Final     | Final     |
| Atleta    | Evento                | Resultado    | Posición     | Resultado | Posición  | Resultado | Posición  |
| --------- | --------------------- | ------------ | ------------ | --------- | --------- | --------- | --------- |
| Amel Tuka | 800 metros masculinos | 1:45.72      | 2 C          | 1:45.24   | 4         | No avanzó | No avanzó |

| Atleta      | Evento              | Clasificación | Clasificación | Final     | Final     |
| Atleta      | Evento              | Distancia     | Posición      | Distancia | Posición  |
| ----------- | ------------------- | ------------- | ------------- | --------- | --------- |
| Hamza Alić  | Lanzamiento de bala | 19.48         | 26            | No avanzó | No avanzó |
| Kemal Mešić | Lanzamiento de bala | 18.78         | 30            | No avanzó | No avanzó |
| Mesud Pezer | Lanzamiento de bala | 19.55         | 24            | No avanzó | No avanzó |

| Atleta        | Evento  | Final     | Final    |
| Atleta        | Evento  | Resultado | Posición |
| ------------- | ------- | --------- | -------- |
| Lucija Kimani | Maratón | 2:58:22   | 116      |

### Judo
La deportista Larisa Cerić se clasificó al evento de +78 kg de los Juegos tras ubicarse dentro de las 14 yudocas elegibles en la Clasificación Mundial de la Federación Internacional de Judo del 30 de mayo de 2016.
| Athlete      | Event            | Primera ronda | Segunda ronda                 | Tercera ronda | Cuartos de final | Semifinal | Repechaje | Final / MB | Final / MB |
| Athlete      | Event            | Resultado     | Resultado                     | Resultado     | Resultado        | Resultado | Resultado | Resultado  | Posición   |
| ------------ | ---------------- | ------------- | ----------------------------- | ------------- | ---------------- | --------- | --------- | ---------- | ---------- |
| Larisa Cerić | +78 kg femeninos | Exento        | Chikhrouhou (TUN) P 000–000 S | No avanzó     | No avanzó        | No avanzó | No avanzó | No avanzó  | 9          |

### Natación
| Atleta           | Evento                              | Eliminatoria | Eliminatoria | Semifinal | Semifinal | Final     | Final     |
| Atleta           | Evento                              | Tiempo       | Posición     | Tiempo    | Posición  | Tiempo    | Posición  |
| ---------------- | ----------------------------------- | ------------ | ------------ | --------- | --------- | --------- | --------- |
| Mihajlo Čeprkalo | 1500 metros estilo libre masculino  | 15:31,62     | 37           | No aplica | No aplica | No avanzó | No avanzó |
| Amina Kajtaz     | 100 metros estilo mariposa femenino | 1:01.67      | 35           | No avanzó | No avanzó | No avanzó | No avanzó |

### Tenis
Bosnia y Herzegovina recibió una invitación por parte de la Comisión Tripartita para enviar a Damir Džumhur (número 87 del mundo), medallista de bronce en los Juegos Olímpicos de la Juventud de Singapur 2010, al torneo individual de tenis. Esta será la primera participación de ese país en el tenis desde 2004. El 19 de julio de 2016, se confirmó que Džumhur había clasificado directamente al evento tras el retiro de varios tenistas. Por esta razón, su invitación fue trasferida a su compatriota Mirza Bašić (número 130 del mundo).
| Atleta        | Evento               | Ronda de 64       | Ronda de 32 | Ronda de 16 | Cuartos de final | Semifinals | Final / MB | Final / MB |
| Atleta        | Evento               | Resultado         | Resultado   | Resultado   | Resultado        | Resultado  | Resultado  | Posición   |
| ------------- | -------------------- | ----------------- | ----------- | ----------- | ---------------- | ---------- | ---------- | ---------- |
| Mirza Bašić   | Individual masculino | Mónaco P 2–6, 2–6 | No avanzó   | No avanzó   | No avanzó        | No avanzó  | No avanzó  | No avanzó  |
| Damir Džumhur | Individual masculino | Sela P 4–6, 4–6   | No avanzó   | No avanzó   | No avanzó        | No avanzó  | No avanzó  | No avanzó  |

### Tiro
| Atleta            | Evento                        | Clasificación | Clasificación | Final     | Final     |
| Atleta            | Evento                        | Puntaje       | Posición      | Puntaje   | Posición  |
| ----------------- | ----------------------------- | ------------- | ------------- | --------- | --------- |
| Tatjana Đekanović | Rifle de aire a 10 m femenino | 410.8         | 35            | No avanzó | No avanzó |